# Hammerware
Hammerware je nezávislé české nezávislé vývojářské studio. Vzniklo v roce 2005 z členů vývojářských týmů Cyber Games (Starship Trooper), Camera Obscura (Pravidla Hmoty) a PUPworX (Trabi). Jejich hra Family Farm byla zvolena za nejlepší českou hru roku 2011.

## Hry od studia
- Aquadelic (2005) – závodní hra, která se účastnila soutěže Becherovka Game 2005. Vyhrála v kategorii simulátory.[2] Vyšla jako freeware.
- Aquadelic GT (2007) – komerční verze hry z roku 2005
- Grundfos Submarines (2009) – reklamní hra pro společnost Grundfos
- Family Farm (2011) – budovatelská strategie podobná The Sims
- Good Folks 2012 – simulace venkova
- Wave Rave 2012 – závodní hra vodních skútrů[3]
- Phonopolis (ve vývoji)